# Askari Mohammadian
Askari Mohammadian est un lutteur iranien spécialiste de la lutte libre né le 3 mars 1963.

## Biographie
Lors des Jeux olympiques d'été de 1988 et des Jeux olympiques d'été de 1992, il remporte la médaille d'argent en combattant dans la catégorie des -57 kg. Il obtient également la médaille d'argent lors des Championnats du monde en 1989.